# Dusona nidulator
Dusona nidulator är en stekelart som först beskrevs av Fabricius 1804.  Dusona nidulator ingår i släktet Dusona och familjen brokparasitsteklar. Arten är reproducerande i Sverige. Inga underarter finns listade i Catalogue of Life.